# St. Mang (Füssen)

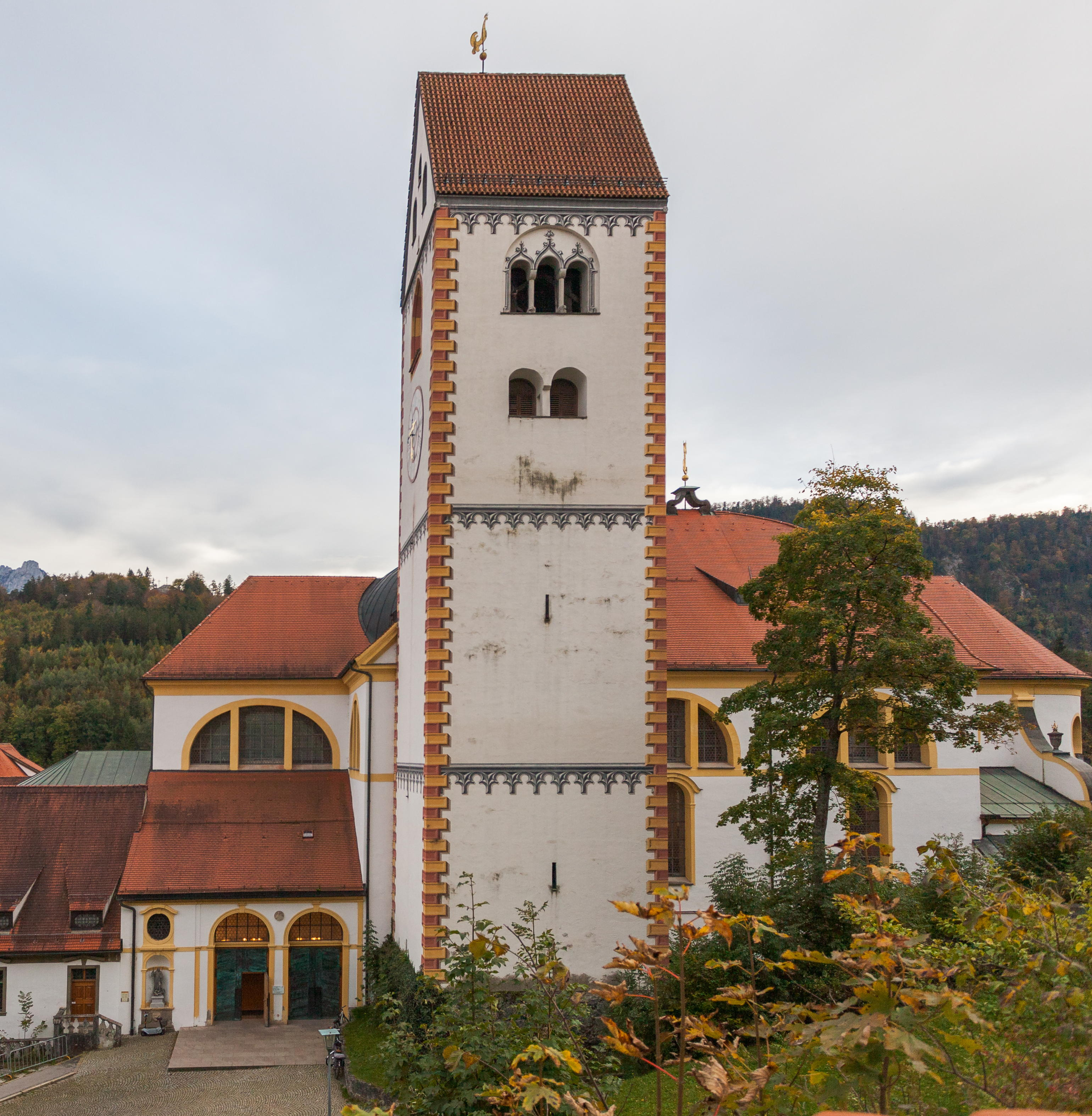
Kirche von Norden

Die Kirche St. Mang in Füssen im Allgäu wurde als Klosterkirche des Benediktinerklosters St. Mang errichtet und ist seit Auflösung des Klosters Anfang des 19. Jahrhunderts katholische Stadtpfarrkirche.

## Lage
Das Kloster St. Mang liegt über dem Lech unterhalb des Burghügels des Hohen Schlosses. Die Pfarrkirche liegt am westlichen Ende des Klosters und ist an ihrer Ost- und Südseite baulich mit dem Klostergebäude verbunden. Nordöstlich schließt sie an die Annakapelle an. Vom Westchor der Kirche verläuft ein Mauerzug der Stadtbefestigung zum Hohen Schloss. Vor dem Haupteingang an der Nordseite liegt der Magnusplatz.

## Geschichte

### Vorgeschichte
Als erstes Gotteshaus in Füssen wird eine dem Heiland geweihte Kapelle angenommen, die Mitte des 8. Jahrhunderts vom heutigen Namenspatron Magnus von Füssen errichtet worden sei, wahrscheinlich oberhalb des späteren Klosters am Hang. In den Jahrzehnten um das Jahr 800 wurde dieses Benediktinerkloster an heutiger Stelle gegründet. Zwischen 815 und 830 wurde einer Überlieferung zufolge mit dem Bau einer der Gottesmutter geweihten Klosterkirche begonnen, einer langgestreckten Saalkirche. Gemäß dem St. Gallener Klosterplan dürfte sie nördlich des Kreuzgangs an der Stelle der heutigen St.-Anna-Kapelle gestanden haben, unter der auch Reste einer älteren Kirche gefunden wurden.

### Baugeschichte

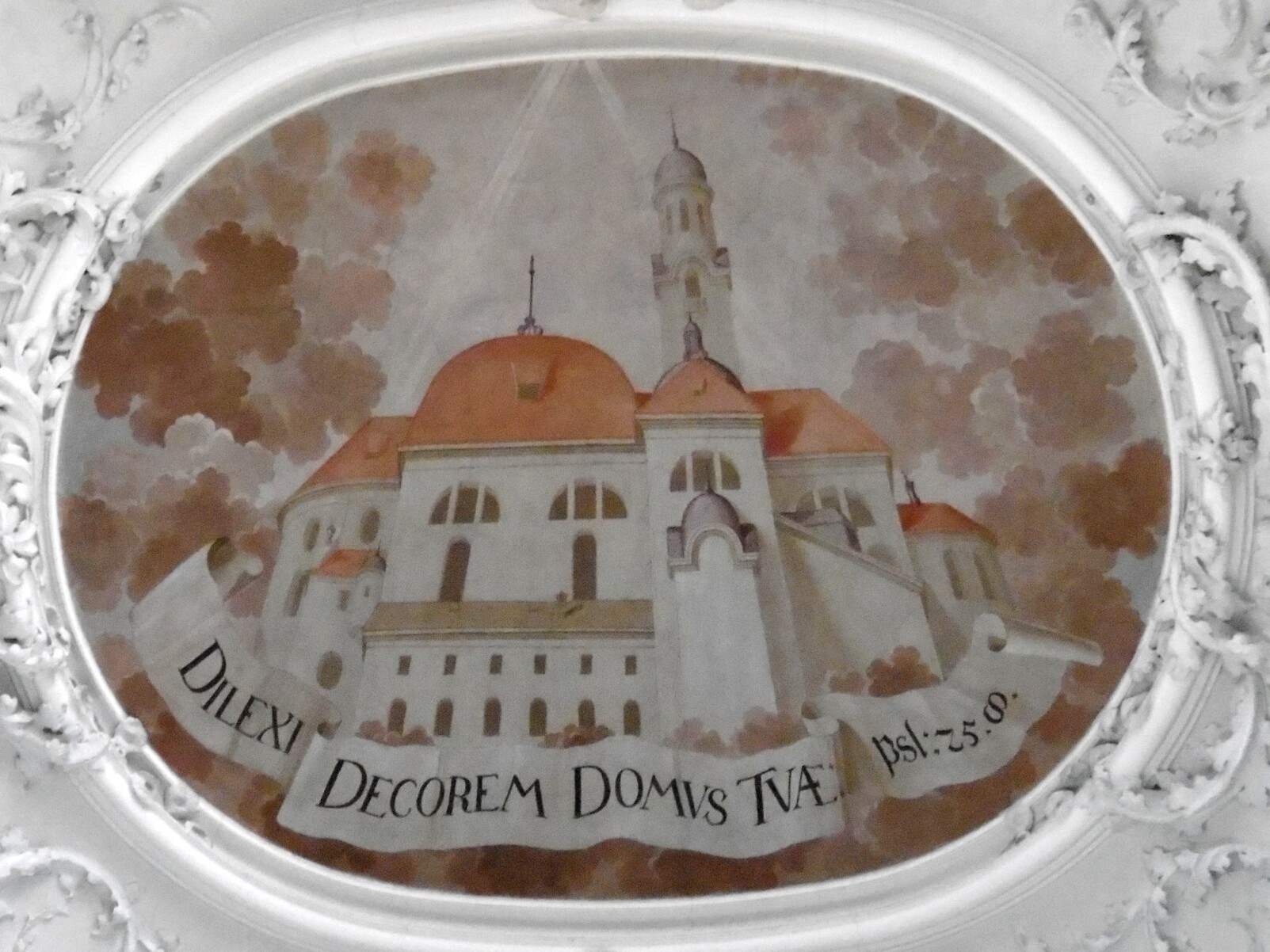
Fresko des barocken Neubaus mit dem nicht verwirklichten neuen Glockenturm

Mitte des 11. Jahrhunderts wurde dann eine größere Klosterkirche als kreuzförmige Basilika errichtet, wohl über einer Grabkapelle für den Namenspatron, deren Außenmauern teilweise in Nord- und Südwand der Ostkrypta erhalten sind. Über dieser Krypta hatte sie einen Rechteckchor.
Um 1200 wurde die Kirche um einen Westchor von einem Joch mit anschließender halbrunder Apsis verlängert, der auf die hierfür angelegte Westkrypta gestellt wurde. Bei diesem Ausbau wurde auch an die Stirnseite des Nordquerhauses der Turm gebaut, in den Winkel zwischen Nordquerhaus und Chor eine Vorhalle und in den Winkel zwischen Südquerhaus und Chor die Sakristei.
Nach Plünderung und Bauschäden im Dreißigjährigen Krieg kamen 1687 Ideen zu einem Neubau auf, jedoch wurde die heutige Kirche ab 1701 von Johann Jakob Herkomer entworfen und gebaut, der 1717, im Jahr der Weihe, starb. Die Ausstattung vollendete bis 1726 sein Neffe Johann Georg Fischer.

### Pfarrgeschichte
Spätestens seit dem 9. Jahrhundert gab es in Füssen eine Pfarrei, deren Pfarrkirche St. Stephan war und die nicht dem Benediktinerkloster St. Mang gehörte. Das Kloster war aber ein religiöses Zentrum in Füssen. Dieses Nebeneinander führte zu Streitigkeiten, die beigelegt wurden, indem der Bischof von Augsburg 1206 die Pfarrrechte von St. Stephan dem Kloster im Tausch gegen dessen Rechte in Waltenhofen übertrug. St. Stephan blieb Pfarrkirche, bis sie 1641 den Franziskanern für deren neu gegründetes Kloster übertragen wurde. Danach wurde die Pfarrstelle durch ein Mitglied des Klosters St. Mang besetzt, das die Messe am Pfarraltar genannten Petrusaltar in der Klosterkirche von St. Mang las. An Sonn- und Feiertagen übernahmen die Franziskaner die Predigt bei der Messe in St. Mang.
1802 wurde das Kloster St. Mang im Zuge der Säkularisation aufgelöst und die Klosterkirche wurde zur Stadtpfarrkirche. Die Pfarrrechte gingen zunächst zusammen mit dem anderen Besitz des Klosters an das Haus Oettingen-Wallerstein und wurden 1837 an eine Stiftung übertragen. Seit 2007 ist St. Mang Teil der Pfarreiengemeinschaft Füssen zusammen mit den Pfarreien St. Walburga in Weißensee, St. Peter und Paul in Hopfen am See und ehemals Zu den Acht Seligkeiten in Füssen-West.

## Bauwerk
Der heutige Bau ist vom italienischen Frühbarock des 16. Jahrhunderts inspiriert und wird gerne mit der Basilika Santa Giustina in Padua verglichen. Im Osten wurde an den Rechteckchor ein halbrund schließendes weiteres Joch angeschlossen; im Grundriss ist es durch seine dünne Wandung von den dicken romanischen Grundmauern zu unterscheiden. Langhaus, Querhaus und Chor werden von insgesamt sechs Pendentifkuppeln überwölbt. Die Abseiten besitzen Quertonnen und sind durch Durchgänge miteinander verbunden. Die Flachkuppeln des Saalraums besitzen die gleiche Kämpferhöhe wie die Quertonnen der Abseiten. Deshalb nähert sich der Bau von der Wirkung her einer Hallenkirche an. Zudem sind die Wandpfeiler an drei Seiten mit Pilastern besetzt. Konstruktiv handelt es sich bei St. Mang jedoch um einen Wandpfeiler- bzw. Abseitensaal. Große Thermenfenster sorgen für ausreichende Beleuchtung.  

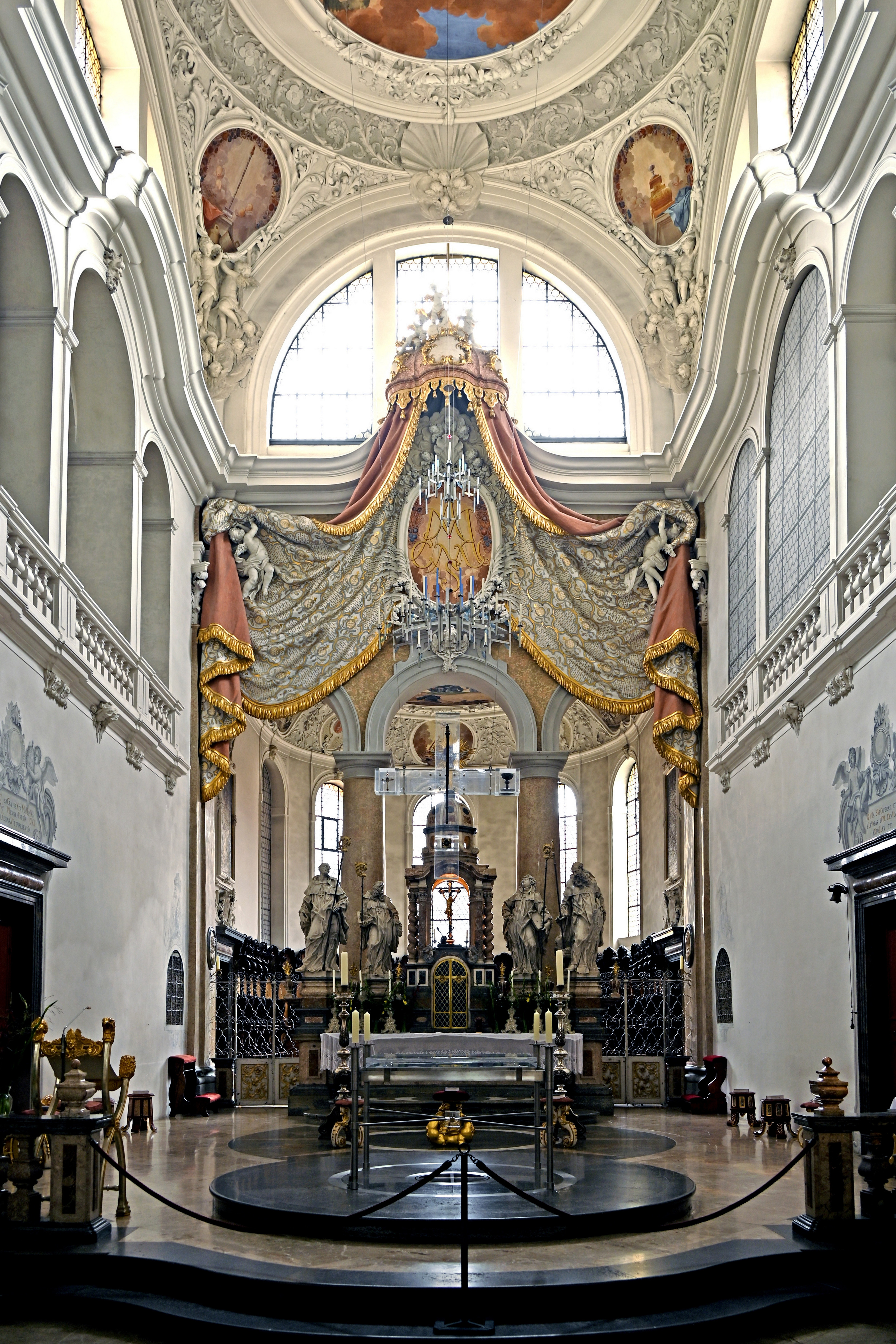
Altarraum
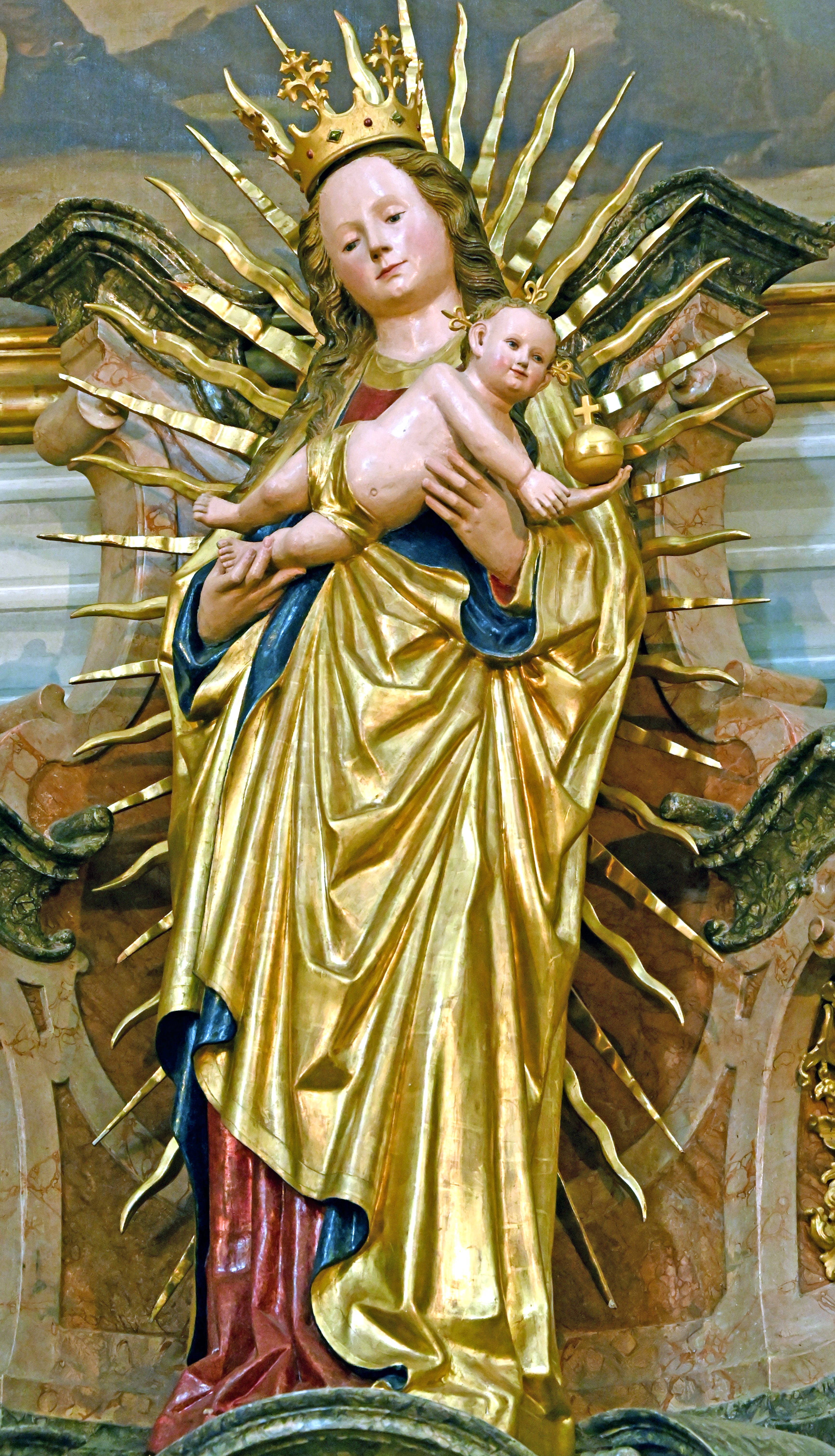
Madonna
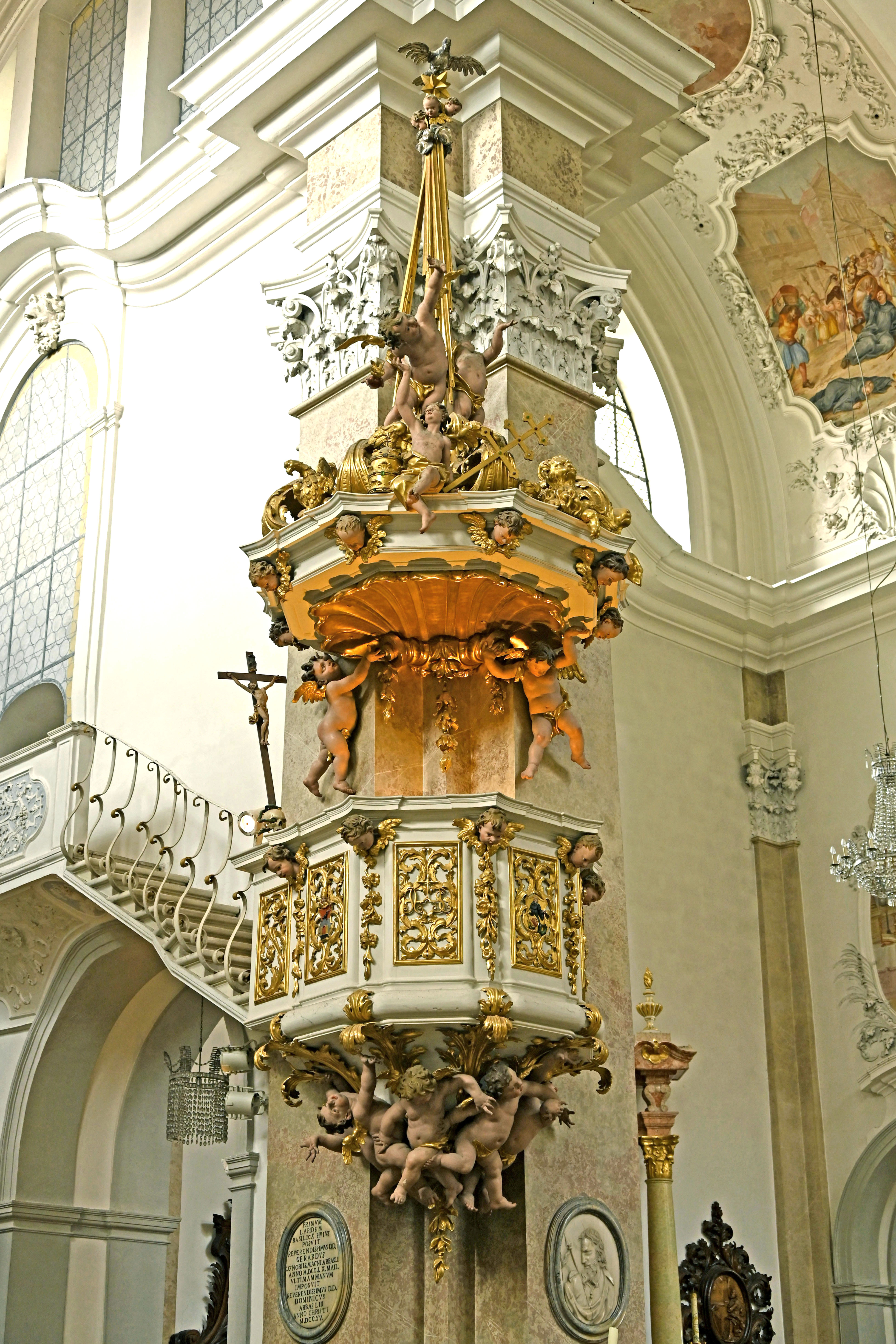
Kanzel
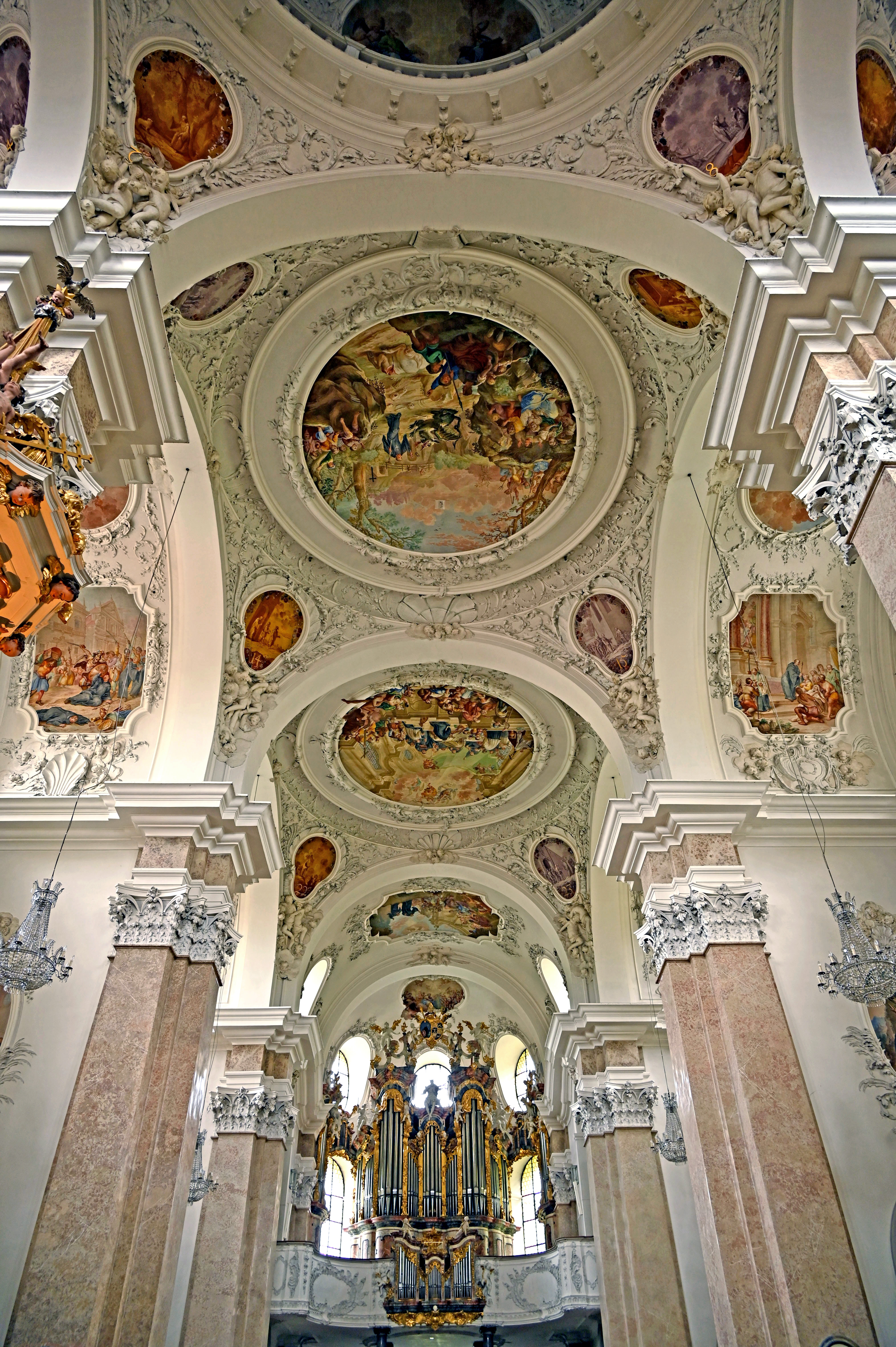
Langhaus
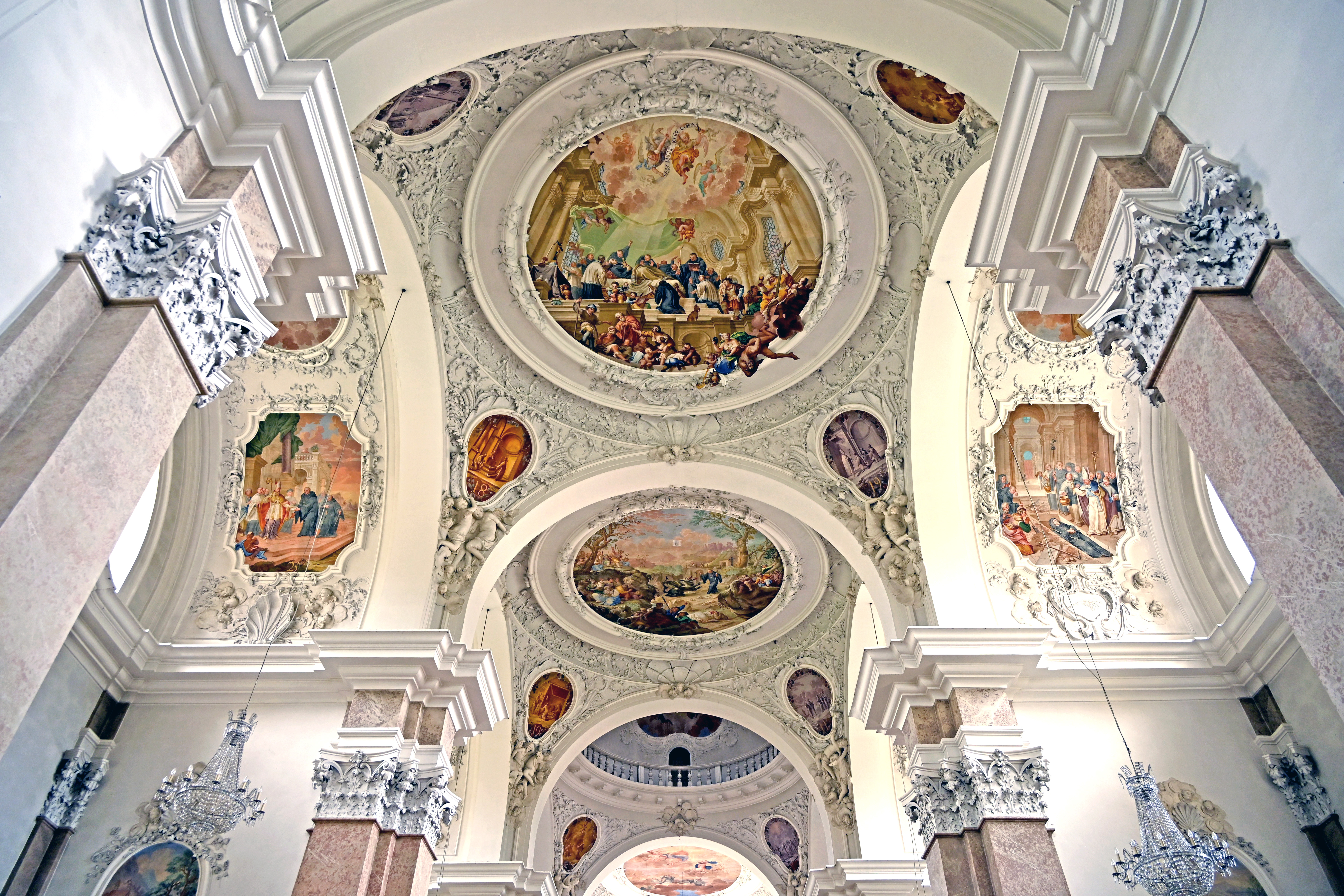
Deckenfresken
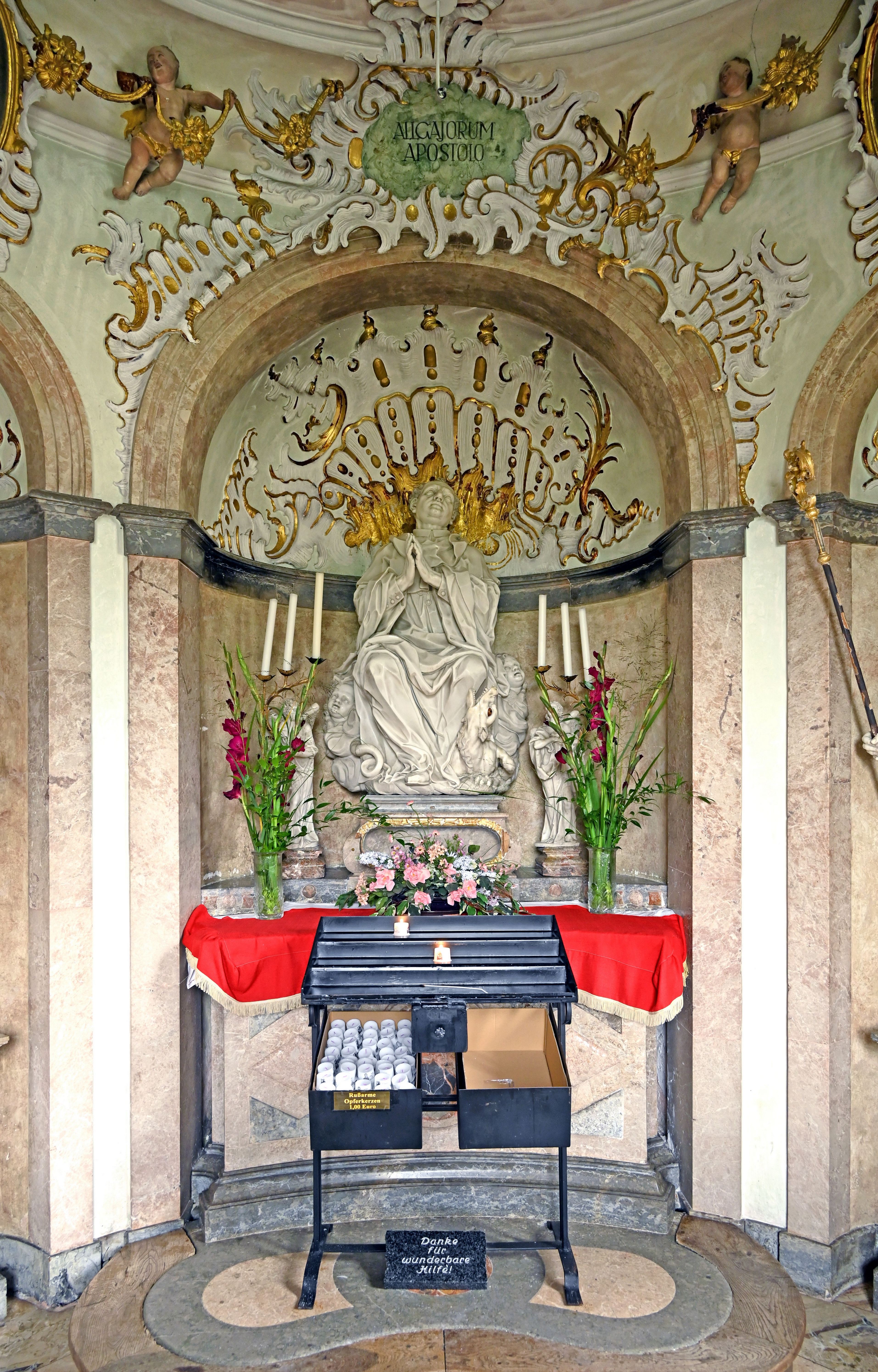
Mangnus-Kapelle
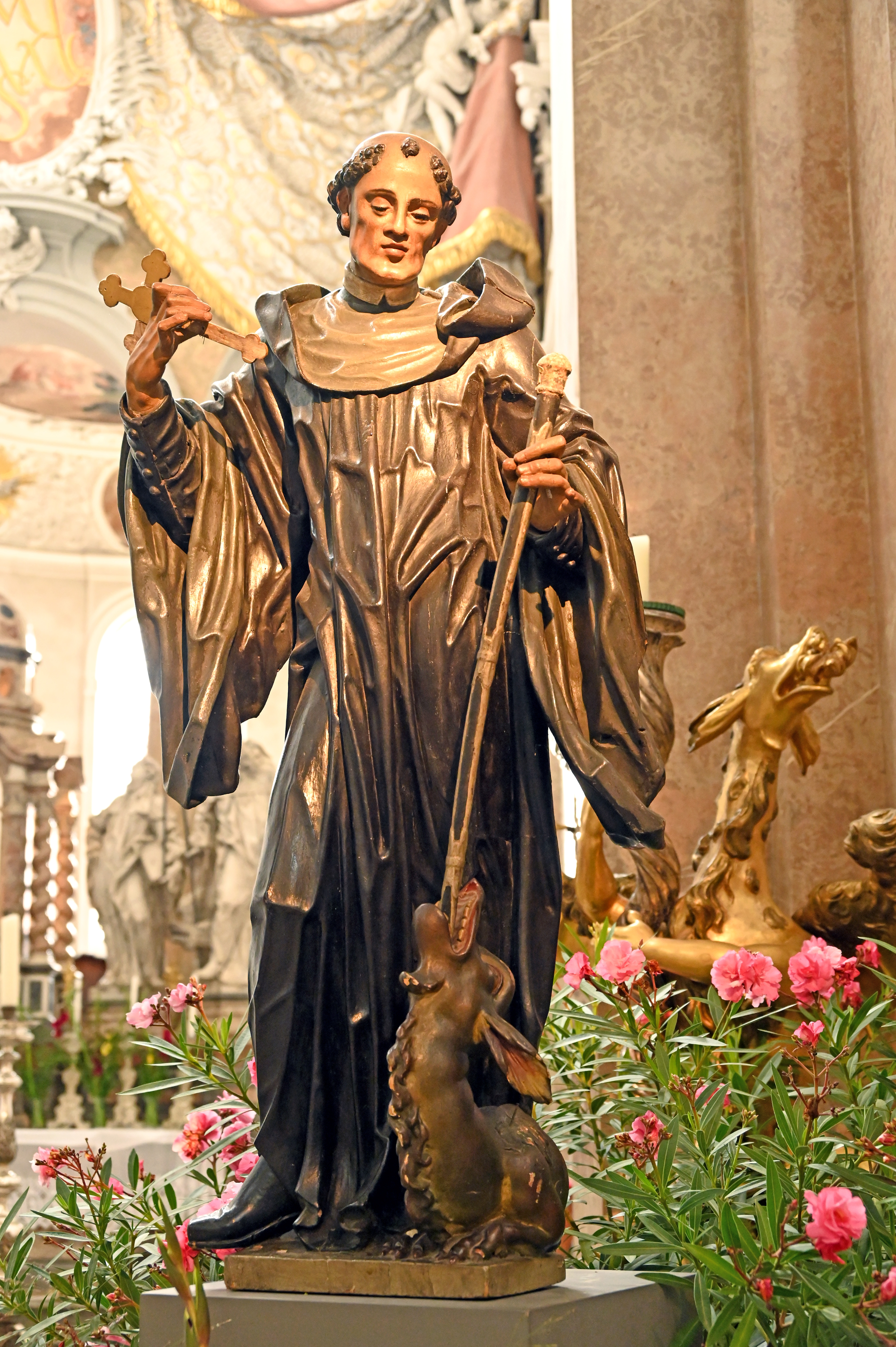
Mangnusstatue
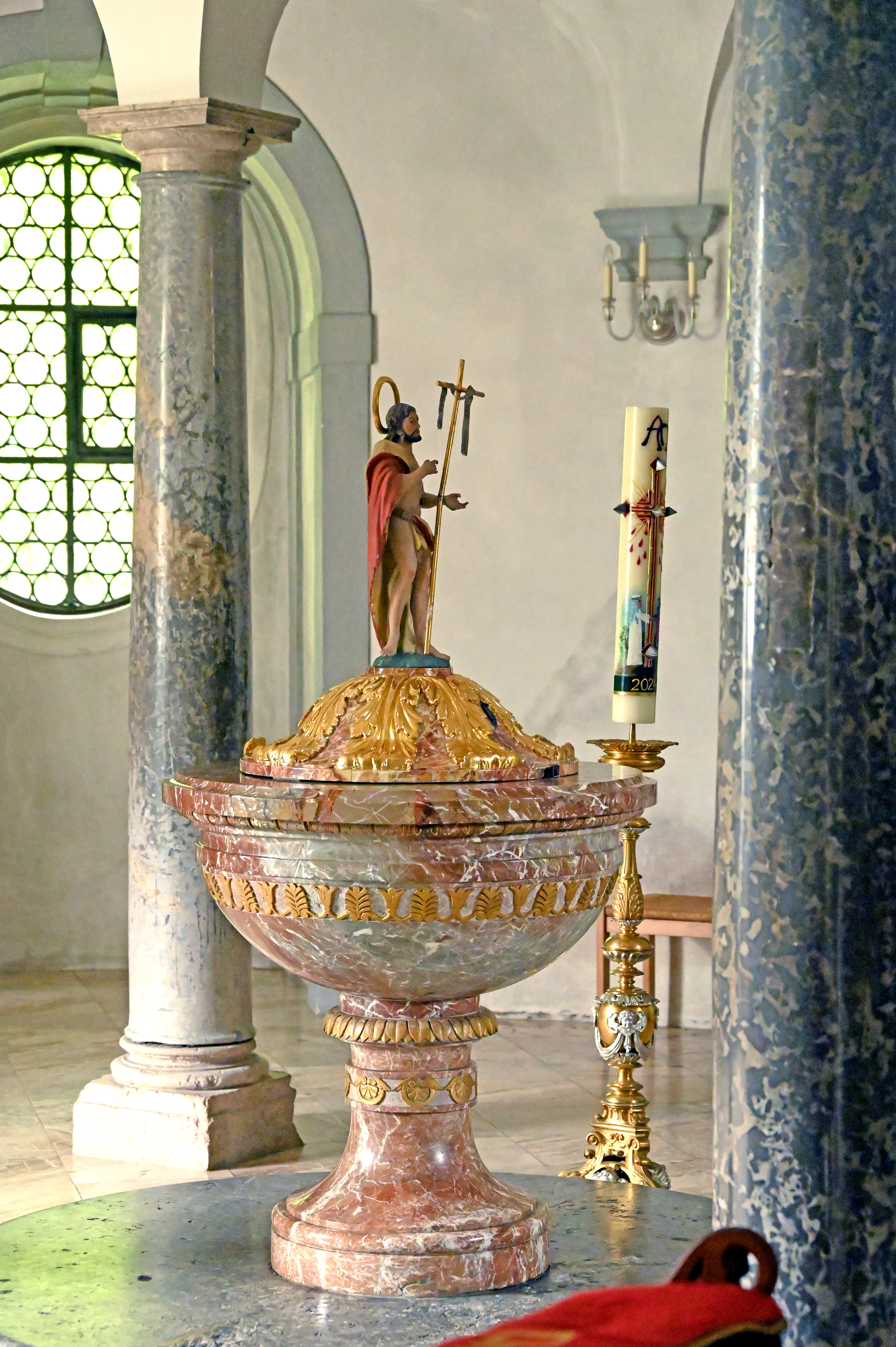
Taufstein

## Ausstattung

### Stuck
Die umfassende Raumgestaltung der Kirche und der überwiegende Teil des reichlichen Stucks wurde nach Entwürfen von Johann Jakob Herkomer ausgeführt. Der Stuck an der Orgelempore im Stil des Rokoko stammt von Joseph Fischer (1752/1753). Erst viel später kam der Stuckbaldachin im Chor hinzu, der 1970 von Josef Schnitzer in Anlehnung an einen Altarentwurf Joseph Fischers geschaffen wurde und ein vorher dort angebrachtes Gemälde von Balthasar Riepp ersetzte, das heute in der Krippkirche hängt.

### Altäre

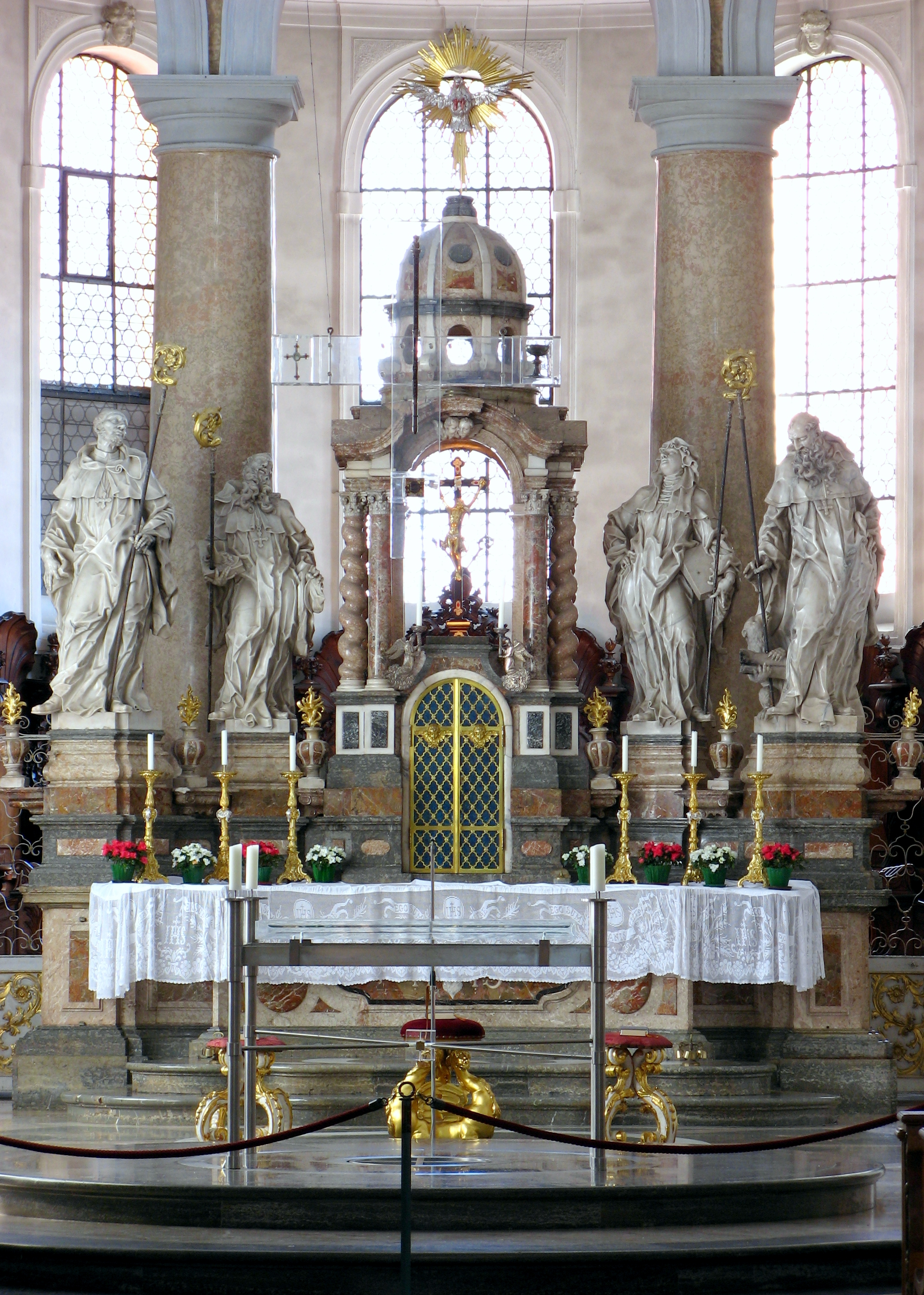
Der barocke Hochaltar, davor der moderne Volksaltar mit den Magnusreliquien

Durch die Gestaltung des Hochaltars kommt das Licht der Chorfenster auch den wichtigsten Orten der Liturgie zugute. Der Altar ist doppelseitig angelegt mit einer Seite zum Langhaus und einer zum Mönchschor. Er hat kein Retabel. Über dem Tabernakel beherbergt ein baldachinartiger Altaraufsatz ein doppelseitiges Kruzifix. Der Altar aus verschiedenfarbenem Füssener Marmor wurde nach Entwürfen Herkomers gefertigt. Zu beiden Seiten stehen vier überlebensgroße Heiligenfiguren, von links nach rechts Columban, Scholastika, Benedikt von Nursia und Gallus, die von Anton Sturm geschaffen wurden.
Am südlich gelegenen Pfarraltar sind die Altarblätter des Venezianers Giovanni Antonio Pellegrini aus den Jahren 1721/1722 bemerkenswert.
Der einfache Volksaltar mit einer quadratischen Acrylglasplatte wurde 1970 von Hermann Jünger geschaffen. Er steht über einer Lichtöffnung zur Magnuskrypta. Über dem Altar hängt ein Kreuz aus Acrylglas mit den Reliquien des hl. Magnus: Magnusstab, Knochensplitter, Brustkreuz und Kelch. Der Magnusstab wurde im 15. Jahrhundert in einem Grab unter dem Hochaltar gefunden und dem Heiligen zugeschrieben. Er wurde jahrhundertelang in der Region zur Segnung der Felder zur Abwehr von Schädlingsbefall und Wetterschäden eingesetzt.

### Fresken
Die Fresken wurden zum Teil noch von Herkomer ausgeführt oder entworfen, stammen größtenteils aber von Franz Georg Hermann. Die Deckenfresken im Langhaus zeigen Szenen aus dem Leben des hl. Magnus. Das Deckenfresko im Mönchschor zeigt den Tod des hl. Benedikt. Auf einem Zwickelfresko in der nordwestlichen Kapelle ist der barocke Neubau des Klosters St. Mang zu sehen, jedoch mit einem barocken Glockenturm, der nicht verwirklicht wurde.

### Magnuskrypta

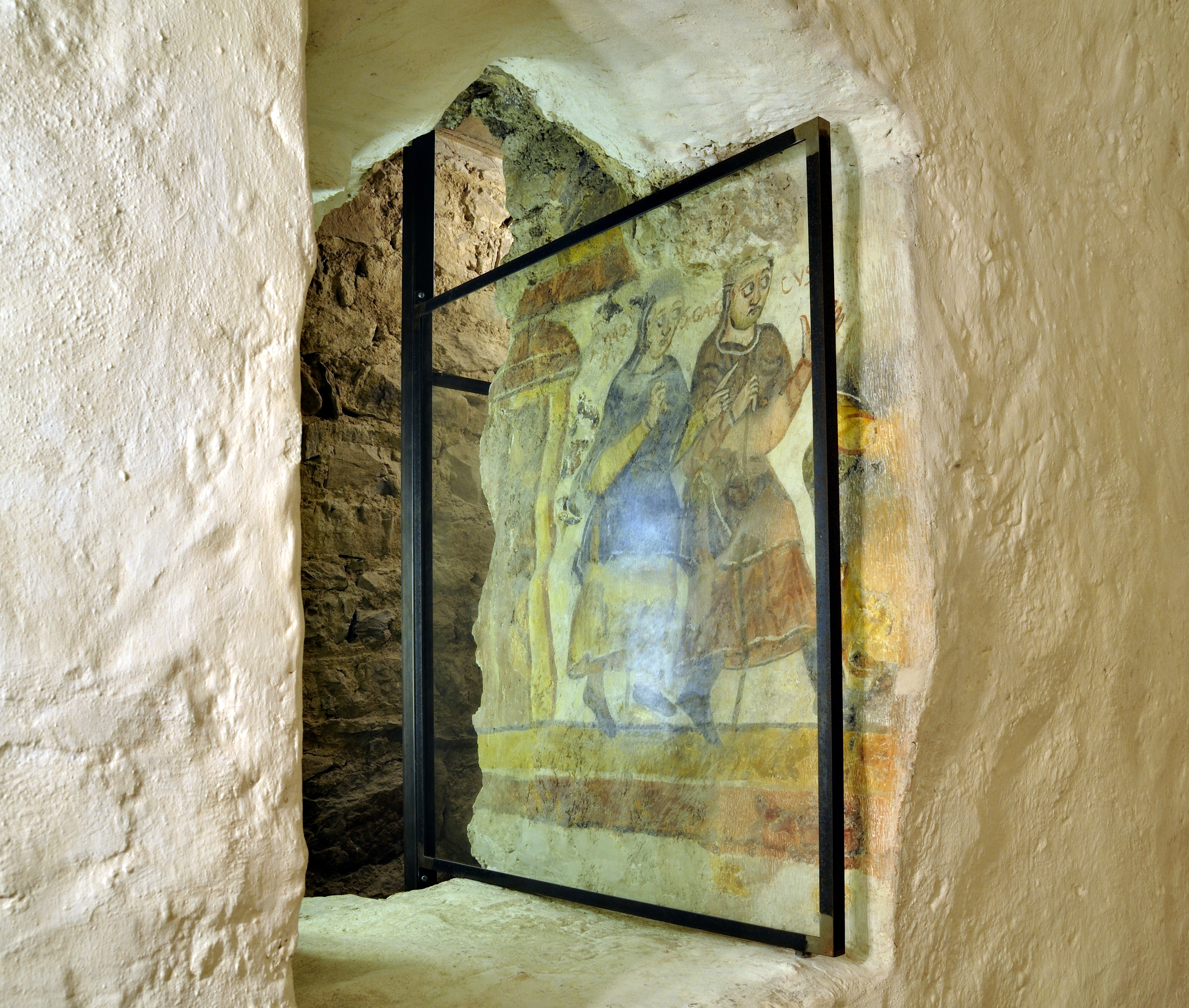
Malereifragment in der Magnuskrypta

An der Längswand der Magnuskrypta befindet sich ein 1950 freigelegtes Malereifragment aus dem 10. Jahrhundert, das den hl. Magnus und den hl. Gallus zeigt. Die Magnuskrypta ist nicht öffentlich zugänglich, kann aber im Rahmen von Führungen besichtigt werden. Die Tür zur Krypta in der Vorhalle der Kirche wurde 1994 vom Füssener Bildhauer Alois Vogler geschaffen und zeigt Holzreliefs zum Leben des Heiligen.

### Orgeln

#### Hauptorgel

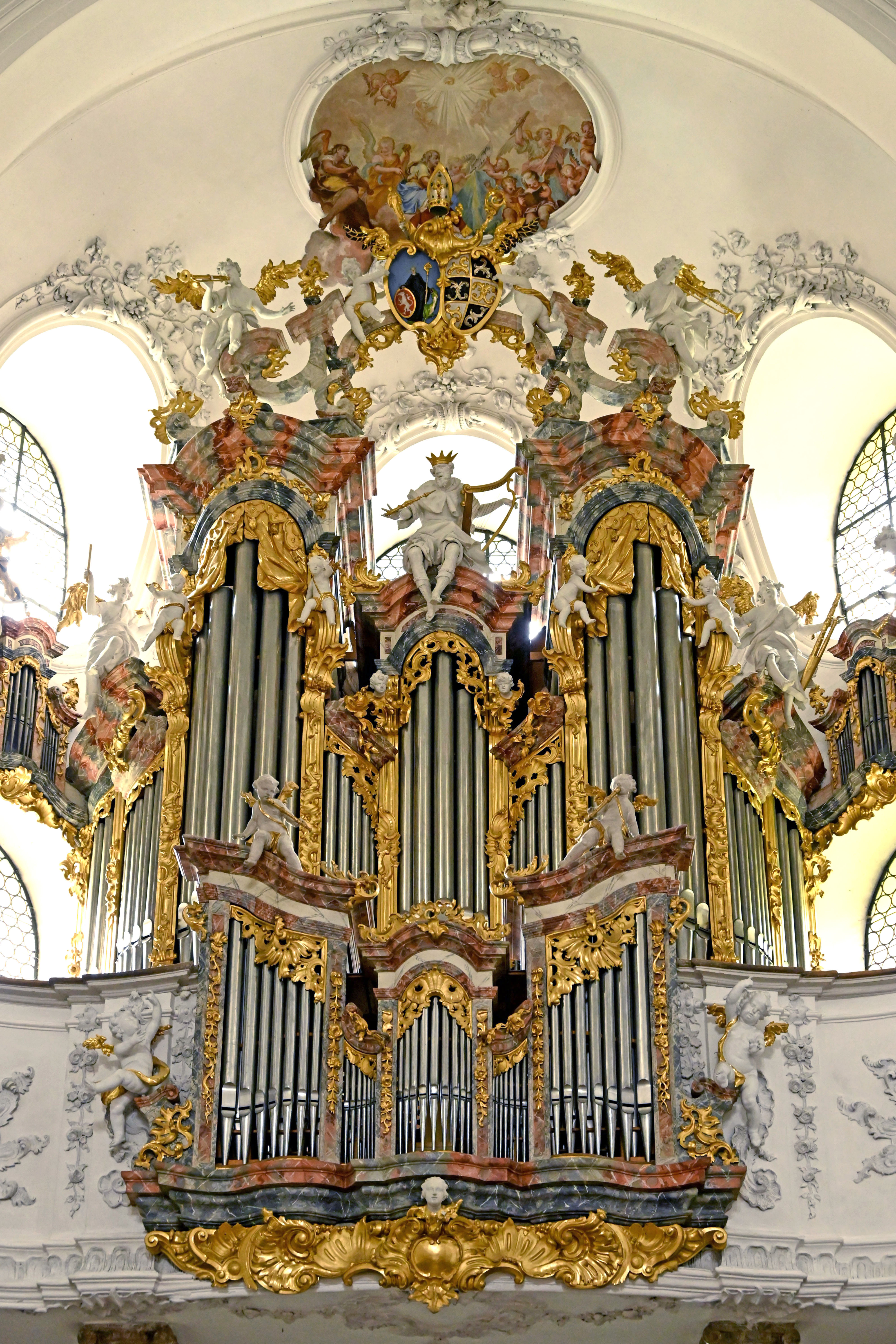
Die Hauptorgel aus dem 18. Jahrhundert von Andreas Jäger

Die Orgelgeschichte der Kirche ab etwa 1500 nachweisbar. Die heutige Hauptorgel geht aus einem Instrument aus dem Jahr 1753 des Orgelbauers Andreas Jäger unter der gestalterischen Mitwirkung des Bildhauers Peter Heel hervor. 1877 wurde das Instrument von Orgelbauer Balthasar Pröbstl fast vollständig umgebaut. In den Jahren 1958 und 1978 wurde die Orgel durch die Firma Zeilhuber unter der Fachberatung von Arthur Piechler nach damals modernen Kriterien umgebaut, erheblich erweitert und erhielt elektrische Kegelladen.
2011/12 wurde die Orgel durch die Firma Schmid überarbeitet und auf den Stand von 1958 zurückgeführt. Dabei entschied man sich gegen einen Neubau, da man die klanglichen Geschehnisse und Umbauten der Vergangenheit als Zeitdokument (Pichler) erhalten wollte. Außerdem wurde ein Setzer installiert.
Das Instrument hat heute 39 Register auf drei Manualwerken und Pedal. Die Spiel- und Registertrakturen sind elektrisch.
Die Disposition lautet heute:
| I Hauptwerk C–g3 |             |        |
| 1.               | Bourdon     | 016′   |
| 2.               | Principal   | 08′    |
| 3.               | Spitzflöte  | 08′    |
| 4.               | Gedeckt     | 08′    |
| 5.               | Octave      | 04′    |
| 6.               | Flöte       | 04′    |
| 7.               | Nasard 0    | 02 ⁄3′ |
| 8.               | Supercotav  | 02′    |
| 9.               | Kornett III | 02 ⁄3′ |
| 10.              | Mixur IV    | 02′    |
| 11.              | Trompete    | 08′    |

| II. Manualwerk C–g3 |            |        |
| 12.                 | Gedeckt    | 08′    |
| 13.                 | Quintade   | 08′    |
| 14.                 | Prästant   | 04′    |
| 15.                 | Flöte      | 04′    |
| 16.                 | Schwiegel  | 02′    |
| 17.                 | Quinte     | 01 ⁄3′ |
| 18.                 | Zimbel III | 01′    |
| 19.                 | Krummhorn  | 08′    |

| III Schwellwerk C–g3 |            |        |
| 20.                  | Nachthorn  | 08′    |
| 21.                  | Salicional | 08′    |
| 22.                  | Schwebung  | 08′    |
| 23.                  | Principal  | 04′    |
| 24.                  | Waldflöte  | 02′    |
| 25.                  | Mixtur IV  | 02 ⁄3′ |
| 26.                  | Fagott     | 016′   |
| 27.                  | Trompete   | 08′    |
| 28.                  | Clairon    | 04′    |

| Pedal C–f1 |               |          |
| 29.        | Principalbass | 016′     |
| 30.        | Kontrabass    | 016′     |
| 31.        | Subbass       | 016′     |
| 32.        | Quintbass     | 010 2⁄3′ |
| 33.        | Oktavbass     | 08′      |
| 34.        | Großnasat     | 05 1⁄3′  |
| 35.        | Choralbass    | 04′      |
| 36.        | Flötbass      | 02′      |
| 37.        | Mixtur IV 0   | 02 ⁄3′   |
| 38.        | Posaune       | 016′     |
| 39.        | Trompete      | 08′      |

- Koppeln: Normalkoppeln: II/I, III/I, III/II, III/P, II/P, I/P. Oktavkoppeln: III/I 16′, III/I 4′, III/II 16′, III/P 4′, III/III 16′, III/III 4′, II/II 16′, II/II 4′, I/I 16′, I/I 4′ zum II. und III. Manual
- Spielhilfen: Setzeranlage mit Registertableu; zwei freie Kombinationen; Crescendowalze; Absteller (Zungen, Crescendo)

#### Chororgel

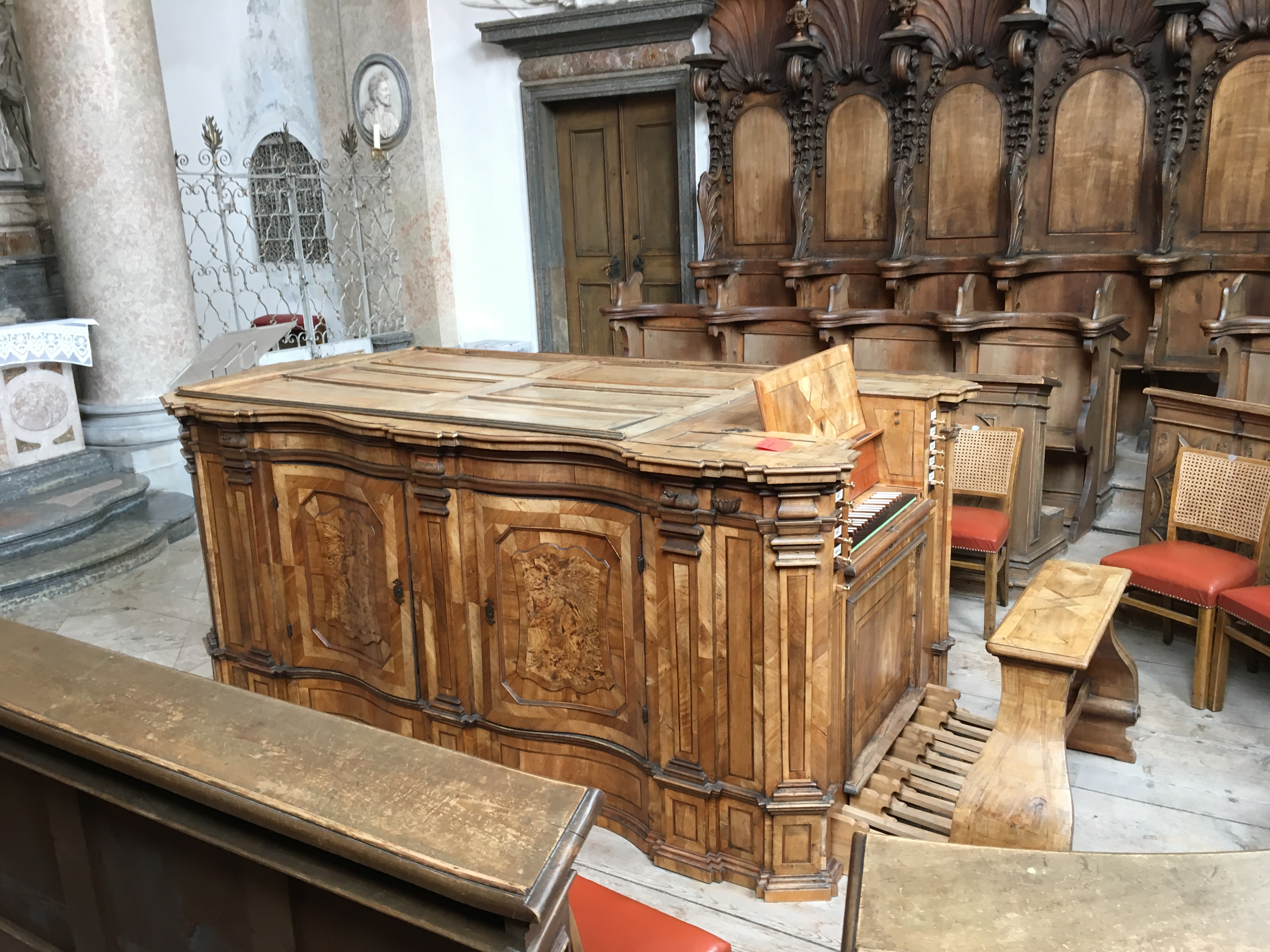
Liegeorgel im Mönchschor. Die Orgelpfeifen sind nicht sichtbar und nach unten gerichtet.

Um 1750 erbaute Andreas Jäger eine Chororgel. Das Instrument wurde 1898 durch Hermann Späth verändernd umgebaut und 1996 durch Josef Maier wieder in den Originalzustand zurückgeführt und restauriert.
Die Disposition lautet:
| Manual CDEFG–c3 |            |       |
| 1.              | Principal  | 8′    |
| 2.              | Copl       | 8′    |
| 3.              | Gamba      | 8′    |
| 4.              | Octav      | 4′    |
| 5.              | Flaut      | 4′    |
| 6.              | Superoktav | 3′    |
| 7.              | Quint      | 1 ⁄3′ |
| 8.              | Mixtur     |       |
| 9.              | Cimbl      |       |

| Pedal CDEFG–c0 |        |     |
| 10.            | Subbaß | 16′ |

- Koppel: Man/P
- Stimmtonhöhe a1 = 418 Hz

## Sonstige Ausstattung

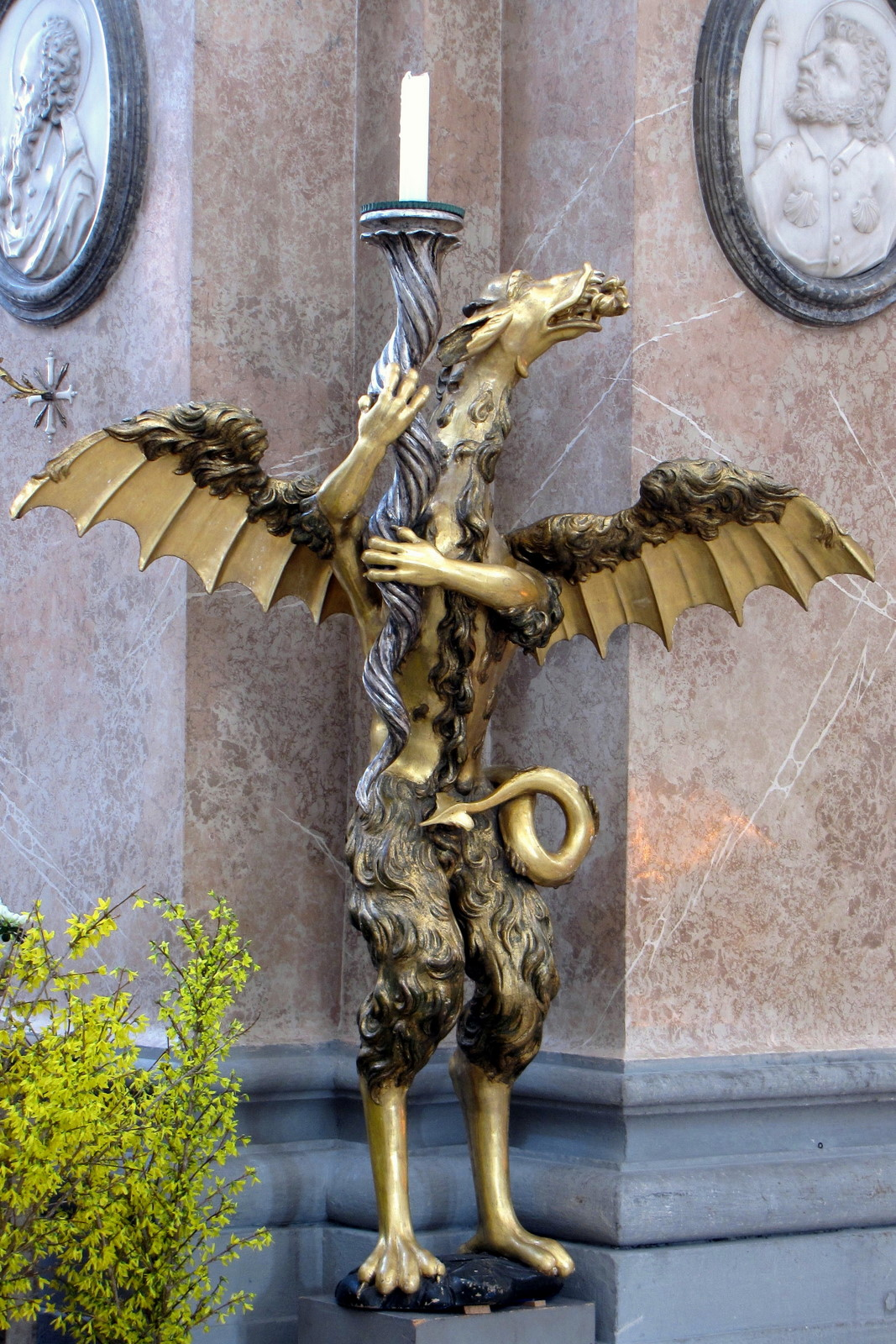
Drachenleuchter am Chor

Am Choreingang stehen zwei große Drachenleuchter. Sie wurden zusammen mit dem Drachenstuhl im Chor 1724 von Thomas Seitz geschaffen und nehmen Bezug auf die Legende des Drachenkampfs des hl. Magnus.